# زهره خالقی
زهره خالقی (زادهٔ ۲۳ اسفند ۱۳۶۰ در کرمان ) بازیکن سابق و مربی بسکتبال اهل ایران است. خالقی با ۱۸۷ سانتی‌متر قد در دهه ۸۰ و ۹۰ از موثرترین بازیکنان تیم ملی بسکتبال زنان ایران بود.
وی سرمربی تیم بسکتبال سه نفره دانشگاه آزاد در رقابت‌های دانشجویان آسیا بود. خالقی سابقه بازی در تیم‌های شهرداری و تربیت بدنی کرمان و سپاهان اصفهان را در کارنامه ورزشی خود دارد.

## عناوین
بازیکن: دوم مسابقات جهانی میلان، اول مسابقات کشورهای مسلمان تهران، چهارم بازی‌های غرب آسیا سوریه، و سال ۹۷
مربی: تیم سه نفره دانشگاه آزاد دوم مسابقات چون تایپه و اخذ مجوز ورود به مسابقات دانشجویان جهان میلان دومی بازهای آسیایی دانشجویان چین تایپه